# Kanton Carlos Julio Arosemena Tola
Der Kanton Carlos Julio Arosemena Tola befindet sich in der Provinz Napo im Nordosten von Ecuador. Er besitzt eine Fläche von 502 km². Im Jahr 2022 lag die Einwohnerzahl bei rund 4600. Verwaltungssitz des Kantons ist die Ortschaft Carlos Julio Arosemena Tola mit 931 Einwohnern (Stand 2010). Die Einrichtung des Kantons Carlos Julio Arosemena Tola wurde am 7. August 1998 im Registro Oficial N°378 bekannt gemacht. Benannt wurde der Kanton nach Carlos Julio Arosemena Tola, in den Jahren 1947 und 1948 Präsident von Ecuador. 

## Lage
Der Kanton Carlos Julio Arosemena Tola befindet sich im äußersten Süden der Provinz Napo. Das Gebiet liegt an der Ostflanke der Cordillera Real. Der Hauptort befindet sich knapp 10 km südlich der Provinzhauptstadt Tena. Der Río Anzu, rechter Quellfluss des Río Napo, durchfließt den Kanton in nordöstlicher Richtung und entwässert ihn dabei. Die Fernstraße E45 (Baeza–Puyo) durchquert den Kanton in Nord-Süd-Richtung und passiert dabei den Hauptort Archidona.
Der Kanton Carlos Julio Arosemena Tola grenzt im Norden an den Kanton Tena, im Süden an die Kantone Santa Clara und Mera der Provinz Pastaza sowie im äußersten Westen an den Kanton Baños de Agua Santa der Provinz Tungurahua.

## Verwaltungsgliederung
Der Kanton Carlos Julio Arosemena Tola ist deckungsgleich mit der gleichnamigen Parroquia urbana („städtisches Kirchspiel“).

## Ökologie
Im Westen des Kantons befindet sich der Nationalpark Llanganates.

## Geschichte
In den 1950er Jahren ließen sich die ersten Siedler in dem Gebiet nieder. Die Caserío trug anfangs den Namen "Zatzayacu". Am 7. Februar 1963 wurde die Parroquia rural unter der Bezeichnung "Carlos Julio Arosemena Tola" gegründet. Namensgeber war der Vater des damaligen Präsidenten Carlos Julio Arosemena Monroy, Carlos Julio Arosemena Tola, ebenfalls Präsident in den Jahren 1947–1948. Mit der Einrichtung des gleichnamigen Kantons am 7. August 1998 wurde die Parroquia zu einer Parroquia urbana aufgewertet.
Entwicklung der Einwohnerzahl im Kanton Carlos Julio Arosemena Tola bei landesweiten Volkszählungen zum jeweiligen Gebietsstand:
| Jahr                    | Einwohner | +/-    |
| ----------------------- | --------- | ------ |
| 2001                    | 2.943     | –      |
| 2010                    | 3.664     | 24,5 % |
| 2022                    | 4.647     | 26,8 % |
| Datenherkunft: Wikidata |           |        |